# Pro Bowl 2008
Match précédent Match suivant
Le AFC-NFC Pro Bowl 2008 est le Match des étoiles de football américain de la National Football League pour la saison 2007. Il se joue au Aloha Stadium d'Honolulu le 10 février 2008 entre les meilleurs joueurs des deux conférences de la NFL, la National Football Conference et l'American Football Conference. La rencontre est remportée sur le score de 42 à 30 par l'équipe représentant la National Football Conference.
En gras: Joueurs ayant disputé la rencontre.

## Équipe AFC
C'est Norv Turner, entraîneur principal des Chargers de San Diego qui a été choisi pour diriger l'équipe de l'AFC.

### Attaque
| Position :       | Titulaire(s) :                                      | Réserve(s) :                                                | Remplaçant(s) :                                   |
| ---------------- | --------------------------------------------------- | ----------------------------------------------------------- | ------------------------------------------------- |
| Quarterback      | 12 Tom Brady, Patriots                              | 18 Peyton Manning, Colts 7 Ben Roethlisberger, Steelers     | 3 Derek Anderson, Browns                          |
| Running back     | 21 LaDainian Tomlinson, Chargers                    | 29 Joseph Addai, Colts 39 Willie Parker, Steelers           | 28 Fred Taylor, Jaguars 23 Willis McGahee, Colts  |
| Fullback         | 41 Lorenzo Neal, Chargers                           |                                                             |                                                   |
| Wide receiver    | 81 Randy Moss, Patriots 87 Reggie Wayne, Colts      | 17 Braylon Edwards, Browns 86 T. J. Houshmandzadeh, Bengals | 85 Chad Johnson, Bengals                          |
| Tight end        | 85 Antonio Gates, Chargers                          | 88 Tony Gonzalez, Chiefs                                    | 80 Kellen Winslow II, Browns                      |
| Offensive tackle | 72 Matt Light, Patriots 71 Jason Peters, Bills      | 75 Jonathan Ogden, Ravens                                   | 73 Joe Thomas, Browns 73 Marcus McNeill, Chargers |
| Offensive guard  | 66 Alan Faneca, Steelers 70 Logan Mankins, Patriots | 68 Kris Dielman, Chargers                                   |                                                   |
| Center           | 63 Jeff Saturday, Colts                             | 67 Dan Koppen, Patriots                                     |                                                   |

### Défense
| Position :         | Titulaire(s) :                                           | Réserve(s) :                   | Remplaçant(s) :                                 |
| ------------------ | -------------------------------------------------------- | ------------------------------ | ----------------------------------------------- |
| Defensive end      | 69 Jared Allen, Chiefs 93 Kyle Vanden Bosch, Titans      | 99 Jason Taylor, Dolphins      | 94 Aaron Schobel, Bills                         |
| Defensive tackle   | 92 Albert Haynesworth, Titans 75 Vince Wilfork, Patriots | 76 Jamal Williams, Chargers    | 98 Casey Hampton, Steelers                      |
| Outside linebacker | 92 James Harrison, Steelers 50 Mike Vrabel, Patriots     | 56 Shawne Merriman, Chargers   |                                                 |
| Inside linebacker  | 59 DeMeco Ryans, Texans                                  | 52 Ray Lewis, Ravens           |                                                 |
| Cornerback         | 24 Champ Bailey, Broncos 22 Asante Samuel, Patriots      | 31 Antonio Cromartie, Chargers |                                                 |
| Free safety        | 20 Ed Reed, Ravens                                       |                                |                                                 |
| Strong safety      | 21 Bob Sanders, Colts                                    | 43 Troy Polamalu, Steelers     | 47 John Lynch, Broncos 41 Antoine Bethea, Colts |

### Équipes spéciales
| Position :         | Titulaire(s) :                     | Réserve(s) : | Remplaçant(s) : |
| ------------------ | ---------------------------------- | ------------ | --------------- |
| Punter             | 9 Shane Lechler, Raiders d'Oakland |              |                 |
| Placekicker        | 2 Rob Bironas, Titans              |              |                 |
| Kick returner      | 16 Josh Cribbs, Browns             |              |                 |
| Équipiers spéciaux | 81 Kassim Osgood, Chargers         |              |                 |
| Long snapper       | 64 Ryan Pontbriand, Browns         |              |                 |

## Équipe NFC
C'est Mike McCarthy, entraîneur principal des Packers de Green Bay qui a été choisi pour diriger l'équipe de l'NFC.

### Attaque
| Position :       | Titulaire(s) :                                           | Réserve(s) :                                             | Remplaçant(s) :           |
| ---------------- | -------------------------------------------------------- | -------------------------------------------------------- | ------------------------- |
| Quarterback      | 4 Brett Favre, Packers                                   | 9 Tony Romo, Cowboys 8 Matt Hasselbeck, Seahawks         | 7 Jeff Garcia, Buccaneers |
| Running back     | 28 Adrian Peterson, Vikings                              | 24 Marion Barber III, Cowboys 36 Brian Westbrook, Eagles |                           |
| Fullback         | 49 Tony Richardson, Vikings                              |                                                          |                           |
| Wide receiver    | 11 Larry Fitzgerald, Cardinals 81 Terrell Owens, Cowboys | 80 Donald Driver, Packers 81 Torry Holt, Rams            |                           |
| Tight end        | 82 Jason Witten, Cowboys                                 | 47 Chris Cooley, Redskins                                |                           |
| Offensive tackle | 76 Flozell Adams, Cowboys 71 Walter Jones, Seahawks      | 60 Chris Samuels, Redskins                               | 76 Chad Clifton, Packers  |
| Offensive guard  | 70 Leonard Davis, Cowboys 76 Steve Hutchinson, Vikings   | 73 Shawn Andrews, Eagles                                 |                           |
| Center           | 65 Andre Gurode, Cowboys                                 | 78 Matt Birk, Vikings                                    |                           |

### Défense
| Position :         | Titulaire(s) :                                         | Réserve(s) :               | Remplaçant(s) :               |
| ------------------ | ------------------------------------------------------ | -------------------------- | ----------------------------- |
| Defensive end      | 74 Aaron Kampman, Packers 97 Patrick Kerney, Seahawks  | 72 Osi Umenyiora, Giants   | 58 Trent Cole, Eagles         |
| Defensive tackle   | 93 Kevin Williams, Vikings 94 Pat Williams, Vikings    | 91 Tommie Harris, Bears    | 90 Darnell Dockett, Cardinals |
| Outside linebacker | 59 Julian Peterson, Seahawks 94 DeMarcus Ware, Cowboys | 55 Lance Briggs, Bears     | 98 Greg Ellis, Cowboys        |
| Inside linebacker  | 51 Lofa Tatupu, Seahawks                               | 52 Patrick Willis, 49ers   |                               |
| Cornerback         | 31 Al Harris, Packers 23 Marcus Trufant, Seahawks      | 41 Terence Newman, Cowboys |                               |
| Free safety        | 21 Sean Taylor, Redskins                               | 26 Ken Hamlin, Cowboys     |                               |
| Strong safety      | 42 Darren Sharper, Vikings                             |                            | 31 Roy Williams, Cowboys      |

### Équipes spéciales
| Position :         | Titulaire(s) :               | Réserve(s) : | Remplaçant(s) : |
| ------------------ | ---------------------------- | ------------ | --------------- |
| Punter             | 4 Andy Lee, 49ers            |              |                 |
| Placekicker        | 6 Nick Folk, Cowboys         |              |                 |
| Kick returner      | 23 Devin Hester, Bears       |              |                 |
| Équipiers spéciaux | 94 Brendon Ayanbadejo, Bears |              |                 |
| Long snapper       | 67 Ethan Albright, Redskins  |              |                 |

## Sélections par équipe
| Équipe AFC                         | Sélections | Équipe NFC                    | Sélections |
| ---------------------------------- | ---------- | ----------------------------- | ---------- |
| Chargers de San Diego              | 9          | Cowboys de Dallas             | 13         |
| Patriots de la Nouvelle-Angleterre | 8          | Vikings du Minnesota          | 7          |
| Browns de Cleveland                | 6          | Seahawks de Seattle           | 6          |
| Colts d'Indianapolis               | 6          | Packers de Green Bay          | 5          |
| Steelers de Pittsburgh             | 6          | Bears de Chicago              | 4          |
| Ravens de Baltimore                | 4          | Redskins de Washington        | 4          |
| Titans du Tennessee                | 3          | Eagles de Philadelphie        | 3          |
| Bills de Buffalo                   | 2          | Cardinals de l'Arizona        | 2          |
| Bengals de Cincinnati              | 2          | 49ers de San Francisco        | 2          |
| Broncos de Denver                  | 2          | Giants de New York            | 1          |
| Chiefs de Kansas City              | 2          | Rams de Saint-Louis           | 1          |
| Texans de Houston                  | 1          | Buccaneers de Tampa Bay       | 1          |
| Jaguars de Jacksonville            | 1          | Falcons d'Atlanta             | 0          |
| Dolphins de Miami                  | 1          | Panthers de la Caroline       | 0          |
| Raiders d'Oakland                  | 1          | Lions de Détroit              | 0          |
| Jets de New York                   | 0          | Saints de La Nouvelle-Orléans | 0          |